# Joseph Buerger
Joseph "Joe" Buerger (19. september 1870 - 10. november 1951) var en amerikansk roer fra St. Louis.
Buerger var en del af den amerikanske toer uden styrmand, der vandt bronze ved OL 1904 i hans hjemby St. Louis. Hans makker i båden var John Joachim. Parret blev besejret af landsmændene Robert Farnan og Joseph Ryan, der fik guld, mens John Mulcahy og William Varley (også fra USA) fik sølv. Det var den eneste udgave af OL han deltog i.

## OL-medaljer
- 1904:  Bronze i toer uden styrmand